# Neogymnomma rufa
Neogymnomma rufa là một loài ruồi trong họ Tachinidae.